# Memoria afectiva
En el ámbito de las técnicas de actuación, la memoria afectiva fue un elemento temprano del sistema de actuación creado por Konstantín Stanislavski y una parte central del método de actuación. 
La memoria afectiva consiste en que los actores se pongan en la situación de los personajes que interpretan a fin de conseguir una mayor interpretación. Stanislavski pensó que los actores necesitaban lograr emoción y personalidad en el escenario mientras daban vida al personaje. También exploró el uso de objetivos, la actuación, y la empatía con el personaje. 
El "recuerdo emocional" es la base para el método de actuación de Lee Strasberg. La "memoria sensitiva" suele referirse al recuerdo de sensaciones físicas rodeando acontecimientos emocionales (en vez de las emociones de ellos). El uso de la memoria afectiva es un tema polémico en teoría de la actuación. La memoria emocional es a menudo utilizada para hacer que los actores se relajen completamente de modo que recuerden mejor.